# Список сербских флагов
На этой странице представлен список сербских флагов, являвшиеся или являющиеся символами Сербии или сербов.

## Республика Сербия
| Флаг | Время  | Использование               | Описание                                                            |
| ---- | ------ | --------------------------- | ------------------------------------------------------------------- |
|      | 2004 — | Гражданский флаг Сербии     | Сербский триколор. Гражданский и национальный флаг Сербии и сербов. |
|      | 2004 — | Государственный флаг Сербии | Сербский триколор с малым гербом Сербии                             |

### Автономный край Воеводина
| Флаг | Время  | Использование  | Описание                        |
| ---- | ------ | -------------- | ------------------------------- |
|      | 2003 — | Флаг Воеводины | Флаг Автономного края Воеводина |

#### Исторический
| Флаг | Время       | Использование           | Описание                                                          |
| ---- | ----------- | ----------------------- | ----------------------------------------------------------------- |
|      | 1848 — 1849 | Флаг Сербской Воеводины | Сербский триколор с австрийским двуглавым орлом и сербским гербом |

## Президентские
| Флаг | Время  | Использование                       | Описание                                |
| ---- | ------ | ----------------------------------- | --------------------------------------- |
|      | 2004 — | Флаг президента Сербии              | Штандарт президента Сербии              |
|      | 2004 — | Флаг председателя парламента Сербии | Штандарт председателя парламента Сербии |

## Исторические
| Флаг | Время       | Использование                                                  | Описание |
| ---- | ----------- | -------------------------------------------------------------- | --- |
|      | 1992 — 2006 | Флаг Союзной Республики Югославия, позднее Сербии и Черногории | Триколор из синего, белого и красного цветов                                                                                             |
|      | 1992 — 2004 | Флаг Республики Сербия                                         | Три равные полосы красного синего и белого цветов                                                                                        |
|      | 1945 — 1992 | Флаг Социалистической Федеративной Республики Югославия        | Триколор из синего, белого и красного цветов с красной звездой в центре                                                                  |
|      | 1945 — 1992 | Флаг Социалистической Республики Сербия                        | Три равные горизонтальные полосы красного, синего и белого цветов с красной звездой в центре. Использовался как флаг Сербии в 1990—1992. |
|      | 1941 — 1945 | Флаг Партизанской Сербии                                       | Триколор из синего, белогои красного цветов с красной звездой в центре белой полосы                                                      |
|      | 1918 — 1941 | Флаг Королевства Югославия                                     | Триколор из синего, белого и красного цветов                                                                                             |
|      | 1882 — 1918 | Флаг Королевства Сербия                                        | Триколор из красного, белого и синего с гербом Сербии                                                                                    |
|      | 1830 — 1882 | Флаг Княжества Сербия                                          | Сербский триколор |
|      | 1815 —      | Флаг второго сербского восстания в Таково                      | Красный крест на белом фоне |
|      | 1807 —      | Флаг первого сербского восстания                               | Красно-белый флаг с крестом, луной, солнцем и мечом                                                                                      |
|      | 1804        | Флаг первого сербского восстания                               | Также флаг Тополы |
|      | 1346 — 1371 | Флаг Сербского царства                                         | Красный двуглавый орёл на белом фоне (реконструкция)                                                                                     |
|      | 1281        | Флаг средневековой Сербии                                      | Красно-синий биколор |
|      | 1045 — 1204 | Флаг Византийской империи                                      | Использовался в Византийской империи |

## Сербская православная церковь
| Флаг | Время | Использование                     | Описание                          |
| ---- | ----- | --------------------------------- | --------------------------------- |
|      |       | Флаг сербской православной церкви | Флаг сербской православной церкви |

## Черногория
Черногория была национальным государством сербов до объединения Югославии в 1918 году.

### Исторические
| Флаг | Время       | Использование                                               | Описание |
| ---- | ----------- | ----------------------------------------------------------- | --- |
|      | 1993 — 2004 | Государственный флаг Черногории                             | Красно-голубо-белый флаг                                                                                         |
|      | 1946 — 1992 | Республиканский флаг Социалистической Республики Черногория | Сербский триколор с красной звездой в центре                                                                     |
|      | 1905 — 1918 | Государственный (национальный) флаг Черногории              | Сербский триколор с голубоватым цветом вместо синего                                                             |
|      | 1876 — 1905 | Национальный флаг Черногории                                | Сербский триколор                                                                                                |
|      | 1881 — 1916 | Национальный флаг Черногории (неофициальный)                | Национальный флаг с символикой Николаса                                                                          |
|      | 1513 — 1524 | Флаг Черноевичей                                            | Белый орёл Неманичей на красном фоне. Использовался Иваном Черноевичем в знак преемственности Сербского царства. |

## Объекты вне Сербии
| Флаг | Время       | Использование                   | Описание                                                     |
| ---- | ----------- | ------------------------------- | ------------------------------------------------------------ |
|      | 1992 —      | Флаг Республики Сербской        | Красно-сине-белый горизонтальный триколор                    |
|      | 1991 — 1995 | Флаг Республики Сербская Краина | Красно-сине-белый горизонтальный триколор с гербом в центре. |

## Общины

Белград
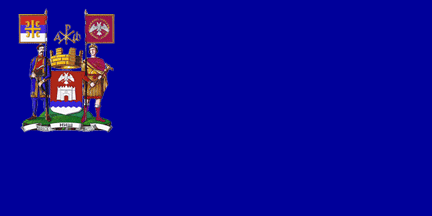
Ниш
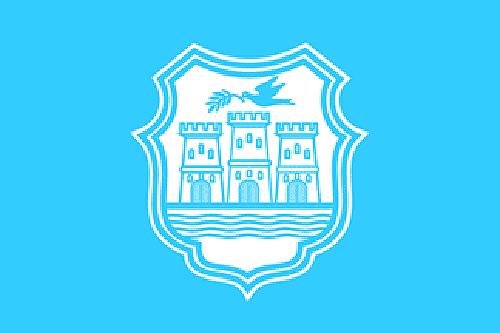
Нови-Сад
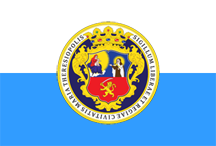
Суботица
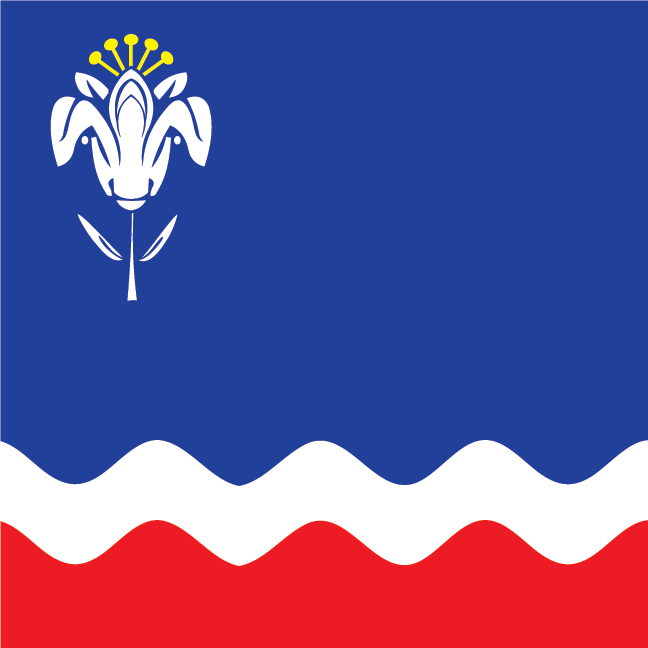
Шабац
Земун
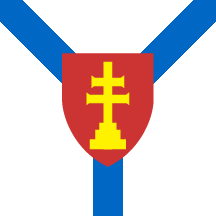
Ариле
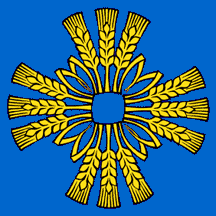
Бараево
Босилеград
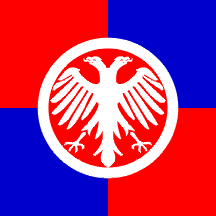
Деспотовац
Голубац
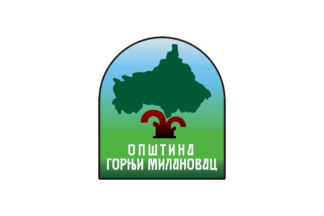
Горни-Милановац
Исток
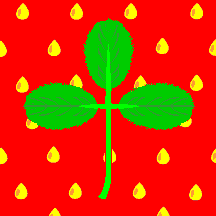
Ягодина
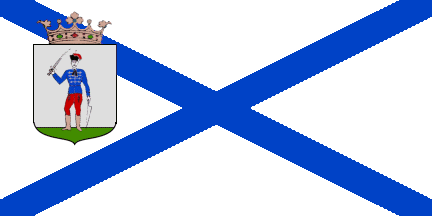
Канижа
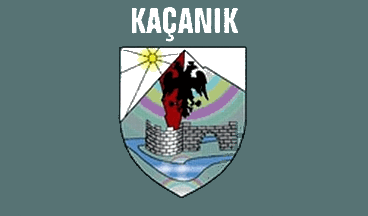
Качаник
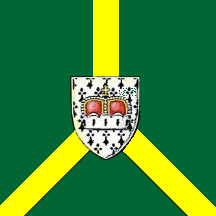
Княжевац
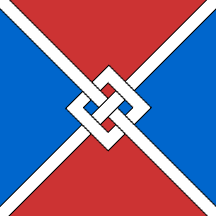
Коцелева
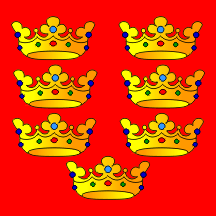
Кралево
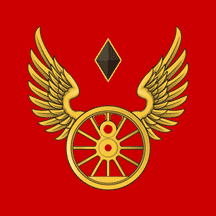
Лайковац
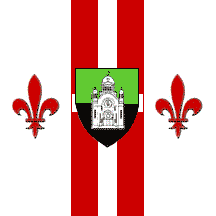
Лазаревац
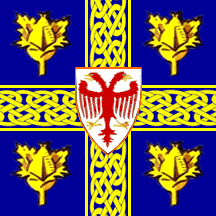
Лесковац
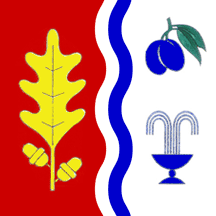
Лиг
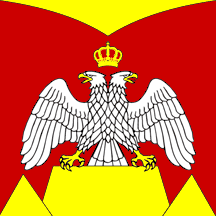
Мионица
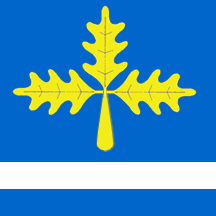
Младеновац
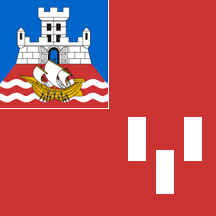
Нови-Београд
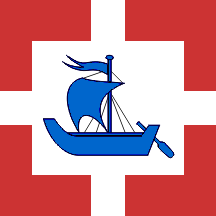
Обреновац
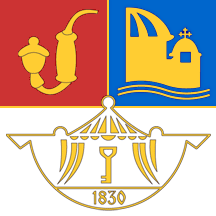
Палилула
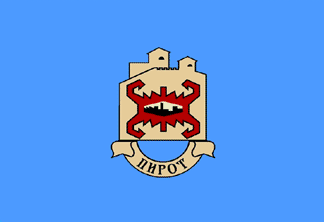
Пирот
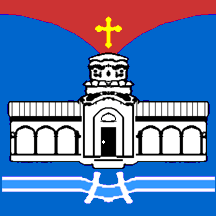
Раковица
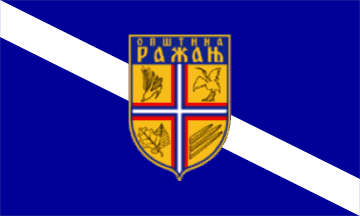
Ражань
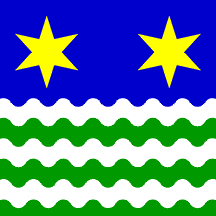
Рума
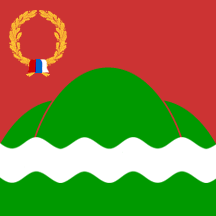
Савски-Венац
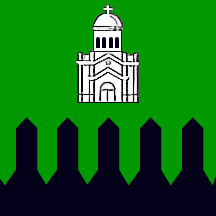
Смедеревска-Паланка
Стари-Град (Белград)
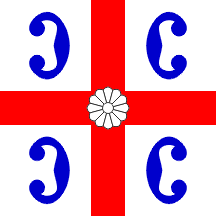
Сурдулица
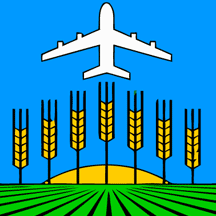
Сурчин
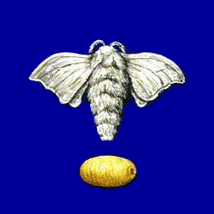
Свилайнац
Топола
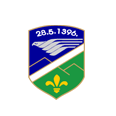
Тутин
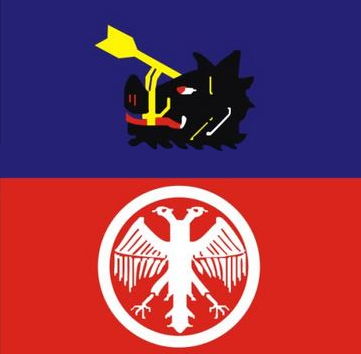
Велика-Плана
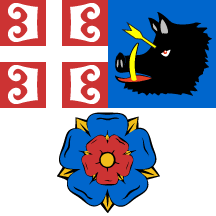
Вождовац
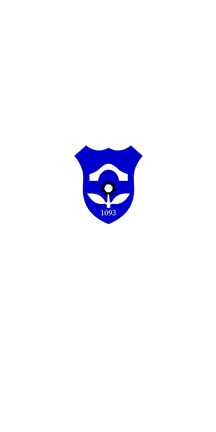
Вране
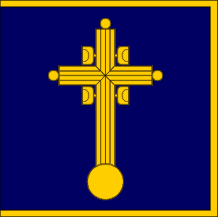
Врачар
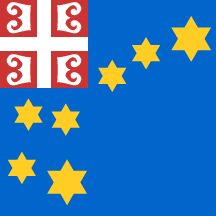
Звездара
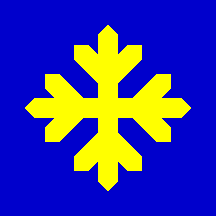
Чаетина
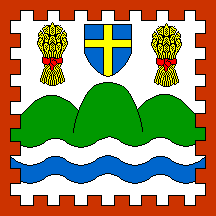
Чукарица
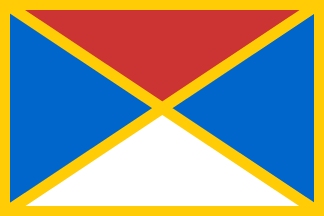
Жагубица
Бор
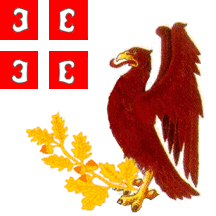
Крагуевац
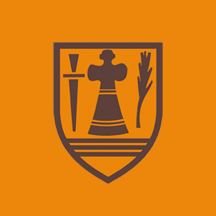
Пожаревац
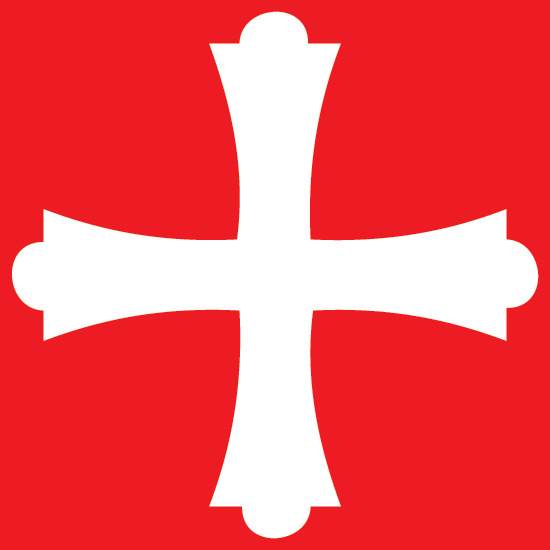
Врнячка-Баня